# 25 O’Clock
25 O’Clock — восьмой студийный альбом британской рок-группы XTC под именем The Dukes of Stratosphear и формально дебютник этого спин-оффа. Альбом был выпущен 1 апреля 1985 года лейблом Virgin Records. Он был представлен как давно утерянная коллекция записей группы конца 1960-х, но на самом деле состоял из новых треков, записанных Энди Партриджем, Колином Молдингом и Дэйвом Грегори из XTC с братом Грегори, Яном.
Проект был задуман Партриджем как одноразовое погружение в психоделическую музыку 1960-х. Во время записи были установлены три правила: песни должны следовать канонам психоделии 1967 и 1968 годов, разрешалось не более двух дублей и по возможности использовать винтажное оборудование. Virgin выделила группе 5000 фунтов стерлингов и двухнедельный срок для сессий, во время которых участники взяли псевдонимы и надели одежду той эпохи. Из-за ограничений по времени было записано всего шесть треков.
После выхода в Великобритании альбом 25 O’Clock разошёлся вдвое тиражом, превышающим продажи последнего на тот момент альбома XTC The Big Express (1984), ещё до того, как личности Dukes были раскрыты. Был выпущен один сингл «The Mole from the Ministry», представлявший собой импровизированную студийную стилизацию под Beatles. В 1987 году за альбомом «25 O’Clock» последовал лонгплей Psonic Psunspot, содержащий ауттейк «Have You Seen Jackie?». Ещё один ауттейк, «Big Day», был переработан для альбома XTC Skylarking 1986 года.

## История
Когда в 1979 году гитариста Дэйва Грегори пригласили в XTC, руководитель группы и автор песен Энди Партридж узнал, что они оба давние поклонники психоделической музыки 60-х. Сразу же рассматривалась возможность записи альбома с песнями в этом стиле, но группа не смогла его выпустить из-за коммерческих обязательств перед Virgin Records. Другим соображением, которое Партридж учитывал, была антипатия панк-движения к поп-музыке прошлого. XTC прекратили гастроли в 1982 году и сразу же сосредоточились на совершенствовании своего звучания в студии. Во время работы над альбомом 1984 года The Big Express Партридж начал писать материал, который, по его мнению, потенциально можно было бы исполнить в психоделическом стиле, и первым из них стала песня «Your Gold Dress». Он вспоминал: «Я начал [не в силах] сдерживать желание делать это. Вы можете заметить, что оно начало просачиваться наружу раньше».
В ноябре 1984 года, через месяц после выхода альбома The Big Express, Партридж отправился в Монмут (Уэльс), вместе со звукорежиссёром Джоном Леки, чтобы продюсировать альбом мисс Америки, певицы и автора песен Мэри Маргарет О’Хара, которая незадолго до этого подписала контракт с Virgin. Партридж и Леки были уволены из-за конфликтов, связанных с их религиозной принадлежностью или её отсутствием (О’Хара была ревностной католичкой). Партридж был вдохновлён психоделическим синглом Ника Найсли 1982 года «Hilly Fields (1892)» и задумал проект, чтобы заполнить образовавшуюся пустоту в своём графике. Правила были следующими: песни должны соответствовать традициям психоделии 1967 и 1968 годов; допускается не более двух дублей; по возможности используется винтажное оборудование. Партридж сказал: «У меня на самом деле не было готовых песен, только идеи. Я знал, что хочу сделать что-то в стиле Сида Барретта. Возможно, трек в стиле Битлз. … Я позвонил остальным ребятам и сказал: „Эй, давайте устроим шоу!“; ну, вы знаете, что-то в этом роде».

## Отзывы
| Ретроспективные отзывы            | Ретроспективные отзывы |
| Оценки критиков                   | Оценки критиков        |
| Источник                          | Оценка                 |
| --------------------------------- | ---------------------- |
| AllMusic                          | [ 7 ]                  |
| The Encyclopedia of Popular Music | [ 8 ]                  |
| Pitchfork                         | 7.7/10                 |

Альбом получил положительные отзывы музыкальной критики и интернет-изданий.
Выпущенный эксклюзивно в Великобритании в День смеха 1985 года, мини-альбом был представлен как давно утерянная коллекция записей группы конца 1960-х годов. Партридж нарисовал обложку на своём кухонном столе, используя цветные ручки и фотокопии шрифтов XIX века. Virgin Records рекламировала Dukes как загадочный новый коллектив, и когда в интервью их спрашивали об альбоме, XTC изначально отрицали какую-либо причастность. Музыкальный клип на песню «The Mole from the Ministry» — первый, в котором им разрешили внести полный творческий вклад — был снят для музыкальной программы RPM на BBC West. Партридж: «Это единственное наше видео, которое мне понравилось, единственное, которое я могу пересмотреть… Мы использовали идеи из каждого [рекламного] фильма [1967 года], который нам удавалось найти».
В Англии альбом 25 O’Clock был продан вдвое большим тиражом, чем The Big Express, ещё до того, как имена Dukes были раскрыты. Альбом также имел значительные продажи в США. В следующем альбоме XTC Skylarking (1986) Dukes были упомянуты в аннотации к альбому, где их благодарили за предоставленные гитары.

## Список композиций

### Оригинальный мини-альбом
Слова и музыка всех песен — Andy Partridge кроме "What in the World??...", где автор Colin Moulding.
| №  | Название                | Длительность |
| -- | ----------------------- | ------------ |
| 1. | «25 O'Clock»            | 5:01         |
| 2. | «Bike Ride to the Moon» | 2:24         |
| 3. | «My Love Explodes»      | 3:54         |

| №  | Название                     | Длительность |
| -- | ---------------------------- | ------------ |
| 1. | «What in the World??...»     | 5:01         |
| 2. | «Your Gold Dress»            | 4:38         |
| 3. | «The Mole from the Ministry» | 5:50         |

### Расширенное издание
Ремастированная и расширенная версия альбома 25 O’Clock была выпущена 20 апреля 2009 года лейблом Partridge’s Ape House. Это издание альбома 25 O’Clock указано как «XTC as The Dukes of Stratosphear». Также в него был включён рекламный ролик «The Mole from the Ministry» в формате QuickTime.
| №   | Название                                                | Длительность |
| --- | ------------------------------------------------------- | ------------ |
| 7.  | «25 O'Clock (Demo)»                                     | 2:25         |
| 8.  | «Bike Ride to the Moon (Demo)»                          | 1:30         |
| 9.  | «My Love Explodes (Demo)»                               | 1:54         |
| 10. | «What in the World??... (Demo)»                         | 3:40         |
| 11. | «Nicely Nicely Jane (Demo)»                             | 1:17         |
| 12. | «Susan Revolving (Demo)»                                | 1:24         |
| 13. | «Black Jewelled Serpent of Sound (Radio Caroline Edit)» | 2:17         |
| 14. | «Open a Can of Human Beans»                             | 4:44         |
| 15. | «Tin Toy Clockwork Train»                               | 3:17         |